# David Herlihy
David Herlihy (* 8. Mai 1930 in San Francisco; † 21. Februar 1991 in Providence) war ein US-amerikanischer Sozial- und Wirtschaftshistoriker mit Schwerpunkt Geschichte des Mittelalters, der gegen Ende seiner Karriere auch zum 15. und 16. Jahrhundert forschte und veröffentlichte.

## Werdegang
Herlihy wurde in San Francisco geboren und erwarb einen Bachelor 1952 an der Universität von San Francisco, wo er auch seine Latein- und Altgriechisch-Kenntnisse erlangte. Er besuchte im Anschluss die Katholische Universität und studierte mit Schwerpunkt der byzantinischen Geschichte. Seinen Master in byzantinischen Studien erwarb er 1953 und wechselte an die Universität Yale mit der Absicht russische mittelalterliche Geschichte zu studieren. Der dortige Experte für die Wirtschaftsgeschichte des mittelalterlichen Italiens, Roberto S. Lopez, konnte ihn allerdings für sein späteres Hauptforschungsfeld gewinnen, die mittelalterliche Wirtschafts- und Sozialgeschichte Italiens. 1954 und 1955 verbrachte er ein Jahr mit einem Fulbright-Stipendium mit seiner jungen Familie in Pisa und im dortigen Archiv, das Ergebnis seiner Archivstudien war die Arbeit Pisa in the Early Renaissance. A Study of Urban Growth (1958). Seine Promotion in Yale konnte er 1956 mit dem PhD abschließen.
1955 bis 1964 lehre er am Bryn Mawr College und veröffentlichte viele wegweisende Beiträge, insbesondere zur Geschichte der Frau im Mittelalter. 1964 bis 1973 unterrichtete er an der University of Wisconsin–Madison. In dieser Zeit begann seine Beschäftigung mit dem Computer und die Nutzung für seine Forschung. Über die Vermittlung von Fernand Braudel begann seine Zusammenarbeit mit Christiane Klapisch-Zuber.
1973 wechselte er an die Harvard-Universität und bekleidete dort bis 1986 den Lehrstuhl Henry Charles Lea Professor of Medieval History. Von 1986 bis 1991 wirkte er als Barnaby and Mary Critchfield Keeney Professor an der Brown University.
Kurz vor seinem Tode kehrte er noch einmal nach Pisa zurück. Er verstarb nach schwerer Krankheit.

## Auszeichnungen
Er erhielt 1991 durch den italienischen Rotary Club den Premio Internazionale Galieleo Galilei. Er war Präsident der Medieval Academy of America (1982–83), der Society for Italian Historical Studies, der American Catholic Historical Association (1971) sowie der American Historical Association (1990). 1975 wurde Herlihy in die American Academy of Arts and Sciences gewählt.

## Forschungsschwerpunkte
Schwerpunkt seiner Forschung war die Geschichte Italiens; er war Pionier in seinem Fachgebiet bei der Beschäftigung mit der Geschichte der Frauen und der Familien. Er nutzte Computer für quantitative Analyse archivalischer Quellen sowie für die demografische, wirtschaftliche und soziale Geschichte der Toskana.

## Persönliches
David Herlihy war mit Patricia Herlihy, einer Professorin für russische Geschichte an der Brown University, verheiratet und hatte mit ihr sechs Kinder und zwei Enkel. David V. Herlihy ist sein Sohn.

## Veröffentlichungen (Auswahl)
- The Making of the Medieval Family: Symmetry, Structure and Sentiment. In: Journal of Family History. Band 8, 1983, S. 116–130.
- Medieval Households. Cambridge, Mass. / London 1985.
- Portraits of Medieval and Renaissance living. Essays in memory of David Herlihy. Hrsg. von Samuel K. Cohn jr. und Steven A. Epstein. University of Michigan Press, Ann Arbor 1996.